# 安德烈·克里莫维奇
安德烈·克里莫维奇（俄语：Андрей Климович，—1316年2月10日）是 1286年—1291年, 1294年—1295年, 1299年—1300年, 1301年—1302年, 1303年—1304年期間的大诺夫哥罗德負責人。1316年2月10日，安德烈·克里莫维奇在一場戰爭中陣亡。